# 팔찌

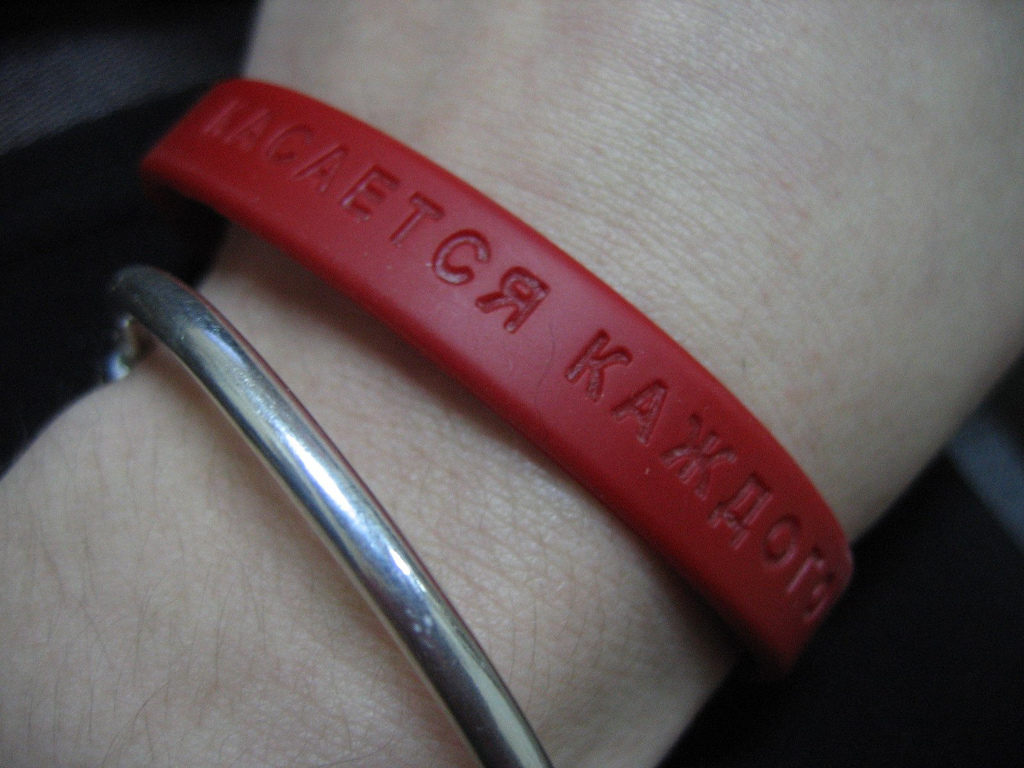
팔찌를 착용한 모습

팔찌는 손목 주위에 착용하는 장신구로, 원시시대부터 사용되었다. 팔찌의 재료는 가죽, 천, 플라스틱, 금속 등으로 다양하다. 팔찌는 치장, 또는 치료의 목적이나 신원확인 등의 목적으로도 사용된다.

## 같이 보기
- 완장
- 목걸이

## 참고 문헌
- 〈팔찌〉. 《엔싸이버 백과사전》.